# Π (電影)
《Π》，又名《死亡密码》（英語：Pi，也称）是1998年美国的一部超现实主义的心理惊悚片，编剧和导演是戴倫·艾洛諾夫斯基，是他的导演处女作。艾洛諾夫斯基凭借该片获得1998年圣丹斯电影节圣丹斯电影节最佳导演奖和獨立精神獎最佳编剧。片名指圓周率。

## 角色
- 肖恩·格莱特（英语：Sean Gullette） 饰 马克西米利·科恩
- 马克·马戈利斯 饰 索尔·罗伯逊
- 本·申克曼 饰 莱尼·迈耶
- Samia Shoaib 饰 德维
- 帕梅拉·哈特 饰 马西·道森
- 斯蒂芬·珀尔曼 饰 拉比·科恩

## 制作
《π》的导演和编剧为戴倫·艾洛諾夫斯基。影片为高对比度的黑白正片。

## 反响
影片的制作预算为68,000美元，在美国有限上映获得票房3,221,152美元。
影片广受好评。在烂番茄上基于54位评论家做出的评论，获得87%的新鲜度，及在总分10分中取得7.3分。在从主流评论家间作出满分100分的加权平均分数的Metacritic，该片基于23篇评论取得72分。影评人罗杰·埃伯特给了影片三星半的评价。